# Teofilatto (antipapa)
Teofilatto, o  Teofilo (fl. VIII secolo), è stato antipapa nel 757.
Alla morte di papa Stefano II avvenuta nell'aprile del 757, la fazione filobizantina, nel tentativo di ricucire i rapporti tra papato ed impero, cercò di imporre il proprio candidato, l'arcidiacono Teofilatto, come successore.
Egli assunse brevemente il governo della chiesa cercando di contrastare la successione al papato da parte del fratello di Stefano che comunque riuscì a prevalere ed a farsi consacrare alla fine del maggio successivo col nome di Paolo I.
Successivamente Teofilatto, rimase al servizio del papa e fu anche uno dei legati pontifici per papa Adriano I al concilio di Francoforte del 794.